# Elephantulus edwardii
Elephantulus edwardii es una especie de musaraña elefante en la familia Macroscelididae. Es endémica de Sudáfrica. Su hábitat natural son zonas rocosas.